# Assistent (Datenverarbeitung)
Der Begriff Assistent bezeichnet eine Oberfläche, mittels derer ein Anwender durch mehrere Dialoge für eine ergonomische Dateneingabe (z. B. Software-Installation) geführt wird. Es wird eine Hilfestellung, zum Beispiel bei der Bedienung des Programms oder beim Ausfüllen von Formularen gegeben. Oft wird ein Assistent auch als Wizard bezeichnet oder im Fall von animierten Figuren als Pedagogical Agent. Wizard ist der englische Begriff für Zauberer oder Hexenmeister, der wie mit Zauberhand den oftmals überforderten Anwender durch komplexe Konfigurationslabyrinthe führt.
Ein bekanntes Beispiel für einen Software-Agent ist Karl Klammer von Microsoft Office.